# Schoenus subfascicularis
Schoenus subfascicularis är en halvgräsart som beskrevs av Georg Kükenthal. Schoenus subfascicularis ingår i släktet axagssläktet, och familjen halvgräs. Inga underarter finns listade i Catalogue of Life.